# Aïnonvi Football Club
L'Aïnonvi FC est un club féminin de football béninois basé à Porto-Novo.

## Histoire
En 2022, l'équipe, constituée essentiellement de joueuses béninoises, atteint pour la première fois la finale du championnat, mais s'incline face à l'Espoir de Cotonou.
De retour en finale en 2024, Aïnonvi domine cette fois-ci l'Elite AC (1-1, 3-0t. a. b.), décroche sa première couronne nationale et se qualifie pour la Ligue des champions. Le club atteint la finale du tournoi de l'UFOA-B et perd 3-0 contre les Edo Queens du Nigeria.

## Palmarès
- Championnat du Bénin (1) :
  - Champion en 2023-2024.
- Tournoi de l'UFOA-B (0) :
  - Finaliste en 2024